# بيتيمان أند بارتون

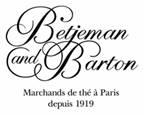
شعار شركة بيتيمان أند بارتون.

بيتيمان أند بارتون Betjeman & Barton شركة شاي تأسست عام 1919 في باريس في  فرنسا. أسسها الفرنسي بيتجومان والبريطاني بارتون، وأصبحت اليوم توزع الشاي بأنواعه لمختلف أنحاء العالم.